# Asteroma corni
Asteroma corni är en svampart som beskrevs av Desm. 1843. Asteroma corni ingår i släktet Asteroma och familjen Gnomoniaceae.   Inga underarter finns listade i Catalogue of Life.